# Phalotris punctatus
Phalotris punctatus là một loài rắn trong họ Rắn nước. Loài này được De Lema mô tả khoa học đầu tiên năm 1979.